# Kamerun i olympiska sommarspelen 2004
Kamerun i olympiska sommarspelen 2004 bestod av 17 idrottare som blivit uttagna av Kameruns olympiska kommitté.

## Boxning
| Idrottare             | Gren          | Sextondelsfinaler      | Åttondelsfinaler     | Kvartsfinaler             | Semifinaler          | Final                | Final            |
| Idrottare             | Gren          | Motståndare Resultat   | Motståndare Resultat | Motståndare Resultat      | Motståndare Resultat | Motståndare Resultat | Placering        |
| --------------------- | ------------- | ---------------------- | -------------------- | ------------------------- | -------------------- | -------------------- | ---------------- |
| Willy Bertrand Tankeu | Weltervikt    | Artajev (KAZ) L WO     | Gick inte vidare     | Gick inte vidare          | Gick inte vidare     | Gick inte vidare     | Gick inte vidare |
| Hassan N'Dam N'Jikam  | Mellanvikt    | Ubaldo (DOM) W 22+ -22 | Lee (IRL) W 27+ -27  | Gajdarbekov (RUS) L 13-26 | Gick inte vidare     | Gick inte vidare     | Gick inte vidare |
| Pierre Celestin Yana  | Lätt tungvikt | Lei (CHN) L 16-24      | Gick inte vidare     | Gick inte vidare          | Gick inte vidare     | Gick inte vidare     | Gick inte vidare |
| Carlos Takam          | Supertungvikt | i.u.                   | Aly (EGY) L 19-32    | Gick inte vidare          | Gick inte vidare     | Gick inte vidare     | Gick inte vidare |

## Friidrott
Herrar
Bana, maraton och gång
| Idrottare        | Gren      | Heat     | Heat      | Kvartsfinal | Kvartsfinal | Semifinal        | Semifinal        | Final            | Final            |
| Idrottare        | Gren      | Resultat | Placering | Resultat    | Placering   | Resultat         | Placering        | Resultat         | Placering        |
| ---------------- | --------- | -------- | --------- | ----------- | ----------- | ---------------- | ---------------- | ---------------- | ---------------- |
| Joseph Batangdon | 200 meter | 20.92    | 3 Q       | DNS         | x           | Gick inte vidare | Gick inte vidare | Gick inte vidare | Gick inte vidare |

Damer
Bana, maraton och gång
| Idrottare                                                                | Gren          | Heat     | Heat      | Kvartsfinal | Kvartsfinal | Semifinal        | Semifinal        | Final            | Final            |
| Idrottare                                                                | Gren          | Resultat | Placering | Resultat    | Placering   | Resultat         | Placering        | Resultat         | Placering        |
| ------------------------------------------------------------------------ | ------------- | -------- | --------- | ----------- | ----------- | ---------------- | ---------------- | ---------------- | ---------------- |
| Delphine Atangana                                                        | 100 meter     | 11.40    | 4 q       | 11.60       | 8           | Gick inte vidare | Gick inte vidare | Gick inte vidare | Gick inte vidare |
| Hortense Béwouda                                                         | 400 meter     | 52.11    | 5         | i.u.        | i.u.        | Gick inte vidare | Gick inte vidare | Gick inte vidare | Gick inte vidare |
| Mireille Nguimgo                                                         | 400 meter     | 51.90    | 4 q       | i.u.        | i.u.        | 52.21            | 7                | Gick inte vidare | Gick inte vidare |
| Mireille Nguimgo Hortense Béwouda Carole Kaboud Mebam Muriel Noah Ahanda | 4 x 400 meter | 3:29.93  | 7         | i.u.        | i.u.        | i.u.             | i.u.             | Gick inte vidare | Gick inte vidare |

Fältgrenar och sjukamp
| Idrottare              | Gren    | Kval     | Kval      | Final    | Final     |
| Idrottare              | Gren    | Resultat | Placering | Resultat | Placering |
| ---------------------- | ------- | -------- | --------- | -------- | --------- |
| Françoise Mbango Etone | Tresteg | 14.61    | 9 Q       | 15.30 AF | 1         |

## Judo
Herrar
| Idrottare                       | Gren                    | Sextondelsfinal               | Åttondelsfinal           | Kvartsfinal          | Semifinal            | Återkval                                                                  | Final                | Final            |
| Idrottare                       | Gren                    | Motståndare Resultat          | Motståndare Resultat     | Motståndare Resultat | Motståndare Resultat | Motståndare Resultat                                                      | Motståndare Resultat | Placering        |
| ------------------------------- | ----------------------- | ----------------------------- | ------------------------ | -------------------- | -------------------- | ------------------------------------------------------------------------- | -------------------- | ---------------- |
| Jean-Claude Cameroun            | Extra lättvikt (-60 kg) | Akhondzadeh (IRI) L 0001-0030 | Gick inte vidare         | Gick inte vidare     | Gick inte vidare     | Omgång 1 Nazaryan (ARM) W 1000-0000 Omgång 2 Zintiridis (GRE) L 0000-1000 | Gick inte vidare     | Gick inte vidare |
| Bernard Mvondo-Etoga            | Lättvikt (-73 kg)       | Akbarov (UZB) W 0011-0000     | Damdin (MGL) L 0011-0000 | Gick inte vidare     | Gick inte vidare     | Gick inte vidare                                                          | Gick inte vidare     | Gick inte vidare |
| Rostand Barry Melaping Tchassem | Mellanvikt (-90 kg)     | Mesbah (EGY) L 0000-0100      | Gick inte vidare         | Gick inte vidare     | Gick inte vidare     | Gick inte vidare                                                          | Gick inte vidare     | Gick inte vidare |
| Franck Martial Moussima Ewane   | Halv tungvikt (-100 kg) | Jang (KOR) L 0000-1000        | Gick inte vidare         | Gick inte vidare     | Gick inte vidare     | Omgång 1 Ferguson (USA) W 0011-0001 Omgång 2 Ze'evi (ISR) L 0000-0210     | Gick inte vidare     | Gick inte vidare |